# ألفرد هارتلي
ألفرد هارتلي (11 أبريل 1879 في الولايات المتحدة - 9 أكتوبر 1918 في فرنسا) (بالإنجليزية: Alfred Hartley)‏ هو لاعب كريكت أمريكي.

## وصلات خارجية
- ألفرد هارتلي على موقع إي آس بي آن كريك إنفو (الإنجليزية)